# Pedro Herrera (político)
Pedro Herrera fue un político y funcionario puntano. Gobernador delegado de la Provincia de San Luis en dos oportunidades: El primero 10 al 13 de marzo de 1821 en reemplazo del gobernador José Santos Ortiz. El segundo 20 de mayo de 1851 hasta noviembre de 1851 en reemplazo del gobernador Pablo Lucero.
En 1819 se incorporó al Ejército de Los Andes. Del 10 al 13 de marzo de 1821 fue gobernador delegado por la Junta de Gobierno, mantiene la calma en la Capital Puntana y comunica a Buenos Aires de posible invasión por parte del Ejército Restaurador de José Miguel Carrera. El 11 de marzo Carreras derrota a Ortiz luego de la batalla de "Las Pulgas" a orillas del Río Quinto a inmediaciones del actual Villa Mercedes, con más de 180 bajas. El 13 de marzo Carreras invade la Capital Puntana sin resistencia huyendo la Junta de Gobierno.José Santos Ortiz huye a Renca para reorganizarse.
En 1831 con Cornelio Lucero, Pío Solano Jofré, Pablo Lucero y Léon Gallardo, desalojaron del gobierno al Licenciado Santiago Funes, acusándolo de ser demasiado tolerante con los unitarios y lo sometieron a Juicio PolÌtico. 
En 1832 integró la Junta Gubernativa. Desde 1833 a 1836 desempeñó, sucesivamente, los cargos de: Ministro del Gobernador Pablo Lucero y Gobernador Delegado.En 1844 integró la Cámara de Apelaciones creada por el Gobernador Pablo Lucero.
En 1851 fue designado para representar a San Luis en el Congreso Federal de ese año. En 20 de mayo de 1851 a noviembre de 1851 fue nombrado Gobernador Delegado por Pablo Lucero, que habÌa abandonado transitoriamente el mando por tener que concurrir personalmente a la defensa de las fronteras combatiendo contra los Malones. El 25 de mayo de 1851 Justo José de Urquiza se proclama contra Juan Manuel de Rosas, Lucero tomó las medidas más severas para evitar la circulación de la proclamación de Urquiza.
En 1854 fue Ministro General. Renunció y fue reemplazado por Carlos Juan Rodríguez. En 1855 era miembro de la Sala de Representantes e integró la Convención Constituyente. Ese mismo año el gobernador Justo Daract lo nombró Comisionado para representar los intereses de la provincia en las tres ramas de la administración pública: civil, militar y eclesiástico.